# マヨネーズ (音楽グループ)
マヨネーズは、1970年に結成した日本のカレッジ・フォークグループ。

## メンバー
- 中嶋要次 - ギター
- 坂庭省悟 - バンジョー
- 箕岡修 - コントラバス

## 略歴
中嶋要次が大谷大学在学中、それぞれ別の大学に在学していた坂庭省悟、箕岡修とマヨネーズを結成した。マヨネーズの命名は、はしだのりひこによる。はしだのりひことシューベルツの弟分グループとして活動。

解散後は、中嶋要次（中嶋陽二として）と坂庭省悟がはしだのりひこに誘われ「はしだのりひことクライマックス」に参加。その後、坂庭省悟は高石ともやのグループ「ザ・ナターシャー・セブン」に参加。
中嶋要次と箕岡修は、アマチュアの頃「中嶋要次郎」、「箕岡修二郎」として短い間だが「ジローズ」杉田二郎と一緒に活動していた時期がある。1970年、はしだのりひこシューベルツの井上博が亡くなった後、短期間だけ箕岡修がベースを担当していた。

## ディスコグラフィー

### シングル
- 『男の子だから』[注釈 1]（1970年/B面『いなかへ行こう』[注釈 2]/EP-1197）